# Karin Bornkamm
Karin Bornkamm (* 21. Juni 1928 in Gießen; † 28. Dezember 2016) war eine deutsche Kirchenhistorikerin, evangelische Theologin und Hochschullehrerin.

## Leben
Karin Bornkamm war die Tochter des Theologen Heinrich Bornkamm und Schwester des Botanikers Reinhard Bornkamm. Von 1946 bis 1951 studierte sie evangelische Theologie in Leipzig, Marburg, Tübingen und Heidelberg. Von 1957 bis 1959 war sie Lehrerin am Gemeindehelferinnen-Seminar Stein bei Nürnberg. Nach der Promotion 1959 in Tübingen bei Hanns Rückert erhielt sie 1961 eine Professur an der PH Bielefeld. Ab 1980 hatte sie eine Professur für Kirchengeschichte und Konfessionskunde an der Universität Bielefeld. 1993 wurde sie emeritiert. 
Sie starb 88-jährig und wurde auf dem Bergfriedhof in Heidelberg begraben.

## Wirken
Sie forschte zu Martin Luther und seiner reformatorischen Lehre. Ausführlich setzte sie sich mit Luthers Lehre von den zwei Ämtern Christi auseinander. 
Zwischen 1969 und 1992 war sie mehrfach Mitherausgeberin der Zeitschrift  für Theologie und Kirche und ihrer Beihefte.
Gemeinsam mit Gerhard Ebeling gab sie 1983 eine sechsbändige Ausgabe von ausgewählten Schriften Luthers im Insel-Verlag heraus, die als Standardwerk gilt.

## Schriften (Auswahl)

### Monografien
- Luthers Auslegungen des Galaterbriefes von 1519 und 1531:. De Gruyter, 1963, ISBN 978-3-11-001234-7, doi:10.1515/9783110822328 (degruyter.com). Ursprünglich Dissertation 1959, als Buch erschienen 1963 bei De Gruyter, Reprint 2012 ebendort.
- Wunder und Zeugnis (= Sammlung gemeinverständlicher Vorträge und Schriften aus dem Gebiet der Theologie und Religionsgeschichte. Nr. 251/252). Mohr Siebeck, Tübingen 1968, DNB 456165851.
- Christus: König und Priester: das Amt Christi bei Luther im Verhältnis zur Vor- und Nachgeschichte (= Beiträge zur historischen Theologie. Nr. 106). Mohr Siebeck, Tübingen 1998, ISBN 978-3-16-146970-1.[6]

### Buchbeiträge
- Karin Bornkamm: Die reformatorische Lehre vom Amt Christi und ihre Umformung durch Karl Barth. In: Zur Theologie Karl Barths: Beiträge aus Anlaß seines 100. Geburtstags (= Zeitschrift für Theologie und Kirche / Beiheft. Nr. 6). Mohr, Tübingen 1986, ISBN 978-3-16-145170-6.
- Karin Bornkamm (Mitwirkung): Botschaft und Glaube : Evangelisches Religionsbuch für Realschulen. Band 1 und 2. Crüwell, Dortmund 1968, DNB 456169148.

### Herausgeberschaften
- Martin Luther: Ausgewählte Schriften: in sechs Bänden. Hrsg.: Karin Bornkamm, Gerhard Ebeling (= Insel-Taschenbuch. Nr. 4560). Insel Verlag, Berlin 2016, ISBN 978-3-458-36260-9 (Erstauflage: Insel-Verlag, Frankfurt am Main 1982).
- gem. m.  Heinrich Bornkamm: Luthers Vorreden zur Bibel. (3. Aufl.), Vandenhoeck & Ruprecht, Göttingen 1989, ISBN 978-3-525-33564-2.